# Helmhof
Helmhof ist ein zu Neckarbischofsheim gehörendes Dorf im Rhein-Neckar-Kreis in Baden-Württemberg. Der Ort wurde um 1488 als Rodungssiedlung an der Grenze der Neckarbischofsheimer Gemarkung und des nach 1803 eine hessische Exklave bildenden Wimpfener Forsts gegründet. Er ist damit eine der jüngsten Siedlungsgründungen im Kraichgau. Die Lage auf der Gemarkungsgrenze brachte nach 1803 eine Aufteilung der Zugehörigkeit zwischen Baden und Hessen-Darmstadt mit sich, die erst mit einer Gemeindereform 1951 wieder aufgehoben wurde.

## Geschichte

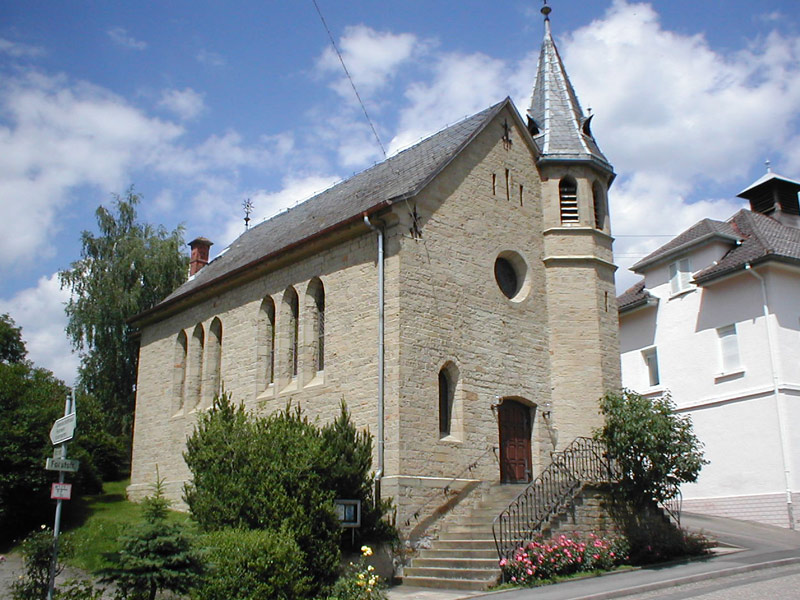
Kirche von 1892 in Helmhof

Helmhof liegt auf einer Rodungsfläche im bereits 988 und 1223 urkundlich erwähnten Forst zwischen den alten Städten Wimpfen und Bischofsheim. Die Urkunde des Jahres 988 ist ein Wildbann König Ottos III. für Bischof Hilibald von Worms, ihre Authentizität wird jedoch bestritten. Mit der Urkunde von 1223 schenkt König Heinrich seinen Getreuen in Wimpfen das ewige Jagdrecht in diesem Forst, was sein Vater, Friedrich II., 1233 bestätigte. Die frühe Nutzung des Forsts geht daher zunächst auf Wimpfener Bürger zurück, über Jahrhunderte gibt es jedoch keine Anzeichen für eine feste Siedlung. 
Eine feste Siedlung bildete sich ab 1712 am Krebsbach im sonnigen Südwesten des Forstes, noch auf Gemarkung von Neckarbischofsheim. Die Siedlung dehnte sich dann über die Gemarkungsgrenze auch in die Wimpfener Forstmarkung aus. Je nach Wohnort waren die Siedler Bischofsheimer oder Wimpfener „Schutzverwandte“, die den Herren von Helmstatt, die auch die Wimpfener Schutzverpflichtung wahrnahmen, jährlich 6 Gulden und 6 Tage Frondienst zu leisten hatten.
Die frühen Siedler erwarben bereits 1715 von der Stadt Bischofsheim das 6,4 Hektar große Bürgerwäldle, das sie rodeten und zu Ackerland machten. Rasch wurden 19 Familien sesshaft. Arbeitsmöglichkeiten für die Siedler ergaben sich im Forst oder auf sonstigen Ländereien der Herrschaft. 1734 wurden 13 einfache Häuser und zehn Scheunen gezählt.
Die erste Mühle bei Helmhof wurde vom helmstattschen Bestandmüller Christian Friedrich 1712 errichtet, ging jedoch bis 1717 wieder ein. 1717 errichtete Samuel Dürrstein eine talabwärts gelegene Mühle, die bis 1896 über zehn Generationen betrieben wurde und noch nach dem Namen des letzten Müllers als Hettlermühle in Erinnerung ist.
Helmhof wurde jeweils von Wimpfen und Neckarbischofsheim verwaltet, vor Ort gab es bis kurz nach dem Zweiten Weltkrieg einen Stabhalter als Vertreter der Verwaltung. Nach den napoleonischen Kriegen war Wimpfen eine hessische Exklave geworden, Bischofsheim dagegen kam zum Großherzogtum Baden, so dass Helmhof nach 1803 in einen badischen und einen hessischen Teil unterteilt war. Beim Anschluss Bad Wimpfens an den Landkreis Heilbronn im Jahr 1951 durfte keine neue Exklave entstehen, so dass der räumlich von Wimpfen getrennte Forst an Neckarbischofsheim in den heutigen Rhein-Neckar-Kreis überging. Die Teilung des Ortes ist seitdem überwunden.
Der Ort war bis in die jüngste Vergangenheit rein land- und forstwirtschaftlich geprägt. 1845/46 wurde eine Schule mit Betsaal erbaut, 1892 eine eigene Kirche. 1939 wurden etwa 130 Einwohner gezählt. Nach dem Zweiten Weltkrieg wurde Helmhof zu einem Wohnort für Pendler der umliegenden Orte. Um 1990 hatte der Ort rund 480 Einwohner.

## Bauwerke
Die Kirche des Ortes wurde 1892 nach Plänen von Karl Schwartze erbaut. Neben der Kirche befindet sich das ehemalige Schulhaus des Ortes, ein klassizistischer Bau von 1846.